# Hitobia unifascigera
Espèce
Synonymes
- Micaria unifascigera Bösenberg & Strand, 1906

Hitobia unifascigera est une espèce d'araignées aranéomorphes de la famille des Gnaphosidae.

## Distribution
Cette espèce se rencontre en Chine, au Japon et en Corée du Sud.

## Description
Le mâle décrit par Kamura en 1992 mesure 4,15 mm et la femelle 5,40 mm.

## Publication originale
- Bösenberg & Strand, 1906 : Japanische Spinnen. Abhandlungen der Senckenbergischen Naturforschenden Gesellschaft, vol. 30, p. 93-422 (texte intégral).